# Electrificación

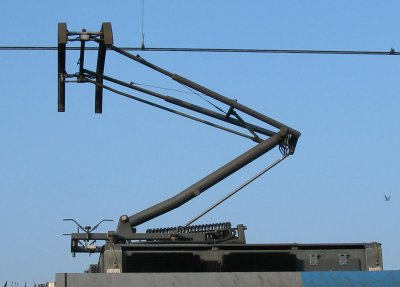
Pantógrafo, un elemento esencial en la electrificación de líneas ferroviarias

La Real Academia Española define electrificación como «acción y efecto de electrificar», y electrificar como: «1. Hacer que algo funcione por medio de la electricidad. 2. Proveer de electricidad a un lugar».
Aunque se puede hacer que muchos tipos de aparatos o sistemas que originalmente funcionan con una energía distinta de la electricidad pasen a usarla (por ejemplo, un molino de grano originalmente impulsado por el agua puede electrificarse si se le incorpora un motor eléctrico), el término «electrificación» se ha venido empleando en dos acepciones principales: modernización de líneas ferroviarias donde originalmente solo circulaban locomotoras de vapor o diésel, y extensión de la red eléctrica a zonas donde antes no llegaba.

## Electrificación en España
El año de 1852 es la fecha sobre la que se tiene constancia, de una primera aplicación práctica de la electricidad para la iluminación de una farmacia en Barcelona, un año más tarde. Ese mismo año se realizan las primeras pruebas de iluminación en Madrid y, cinco años más tarde, en Barcelona. 
La industria catalana desempeñó un papel fundamental en la electrificación industrial. La propia demanda del tejido productivo suscitó un interés al alza que derivó en la creación, a comienzos de 1881, de la primera empresa eléctrica de España: la Sociedad Española de Electricidad.
Hasta principios del siglo XIX, la energía generada para el desarrollo de la electrificación era electricidad en forma de corriente continua, lo que imposibilitaba su transporte a largas distancias. Su consumo quedaba condicionado a emplazamientos situados en las inmediaciones de las fuentes de generación. Otra alternativa era la del uso de combustibles fósiles que podían transportarse hasta aquellos centros de producción próximos a los centros urbanos o núcleos industriales de consumo. 
Con la aparición de la corriente alterna, en la primera mitad del siglo XX, se hizo posible el transporte de la energía a grandes distancias. Este hecho facilitó el aprovechamiento de los saltos de agua con la creación de un importante número de centrales hidroeléctricas, generalmente, alejadas de los núcleos de consumo.
A nivel legislativo, el 12 de abril de1924 el suministro de energía eléctrica es declarado servicio público vía Real Decreto.
Así como en el primer tercio del siglo XX La producción de energía experimentó un impulso con el incremento del consumo industrial y el crecimiento económico, la guerra civil, los primeros años de posguerra y la sequía de 1944-1945 produjeron una ralentización de la producción, impidiendo que sea atendida una demanda cada vez más creciente e incidiendo en la expansión de la electrificación en España. 
En 1944, las 17 principales empresas productoras de electricidad, fundan la empresa UNESA, con el objetivo de coordinar la producción, distribución y transporte de la electricidad, así como la gestión de excedentes. En la actualidad, UNESA es conocida como la Asociación de Empresas de Energía Eléctrica.  Ese mismo año se aprueba el “Plan de Conjugación de sistemas regionales de producción eléctrica” con el objetivo de lograr una interconexión entre regiones y así lograr una gestión unificada del sistema eléctrico. 
En 1985 se funda Red Eléctrica Española, empresa con mayoría de capital público estatal dedicada exclusivamente al transporte de electricidad con una red de distribución de 10.500 km de líneas de alta tensión aportados por las compañías eléctricas que operaban en el mercado.

## Electrificación ferroviaria
En su sentido ferroviario, la electrificación es la construcción de un sistema de alimentación de tracción por el cual la energía eléctrica procedente de una línea exterior de alta tensión pasa por una subestación, circula por el elemento conductor instalado a lo largo de la vía (habitualmente denominado catenaria), penetra en la locomotora a través del captador de corriente (por ejemplo un pantógrafo), alimenta los motores y retorna, cerrando el circuito, por los carriles y alimentadores negativos, si los hay, o, en otro caso, por tierra.
La primera electrificación española —en ancho ibérico y única en sus características— fue la del tramo Gérgal-Santa Fe (Almería), realizada por la Compañía del Sur de España el 1 de junio de 1911. La línea aérea era de tipo tranviario y estaba constituida por dos hilos de contacto de cobre a 6000 V en corriente alterna trifásica.

## Electrificación de la economía
Muy recientemente (no se han encontrado casos anteriores a 2018), en el marco de la transición energética y de la consecución de los Objetivos de Desarrollo Sostenible, se ha empezado a utilizar el término "electrificación" o "electrificación de la economía" para denominar la sustitución de todos los combustibles fósiles por electricidad, especialmente en los sectores del transporte3, la industria y la edificación.